# Jean-Baptiste Joseph Delambre
Jean-Baptiste Joseph Delambre, född den 19 september 1749 i Amiens, död den 19 augusti 1822 i Paris, var en fransk astronom.
Delambre blev 1792 medlem av Franska vetenskapsakademin och 1807 professor i astronomi vid Collège de France. Jämte Pierre Méchain utförde han den stora meridianmätning mellan Dunkerque och Barcelona, vilken hade till ändamål att bestämma längden av den franska normalmetern, och han redogjorde för detta arbete i Base du système métrique décimal (1806–1810). Delambre invaldes 1788 som utländsk ledamot nummer 141 av Kungliga Vetenskapsakademien. Hans namn tillhör de 72 som är ingraverade på Eiffeltornet.
Nedslagskratern Delambre på månen och asteroiden 13962 Delambre är uppkallade efter honom.